# Jelita (powieść)

Herb Jelita

Jelita. Powieść herbowa z r. 1331 – powieść historyczna Józefa Ignacego Kraszewskiego z 1881 roku, należąca do cyklu Dzieje Polski.
W pierwodruku ukazała się w Warszawie wiosną 1881 jako XIII tom wielkiego cyklu powieści historycznych. Jej dwa wznowienia wyszły już po śmierci autora w tzw. tanich wydaniach u M. Glücksberga (1889, 1897). Później, aż do II wojny ukazywała się parokrotnie w wydaniu M. Arcta, a po wojnie w kolejnych wydaniach Ludowej Spółdzielni Wydawniczej.
Powieść, która początkowo miała nosić tytuł Florian Szary, dedykowana Gracjanowi Ungrowi, w zamierzeniu autora miała wyjaśniać okoliczności powstania jednego z najstarszych polskich herbów – Jelita. Pisarz wspomniał także jej bohatera w końcowej części wcześniejszej swej powieści Żeliga (1865).

## Treść
Oś fabuły stanowi najazd krzyżacki na ziemie polskie w 1331 roku, zakończony bitwą pod Płowcami. Uczestniczy w niej główny bohater powieści, Florian Szary z Surdęgi, rycerz z ziemi sieradzkiej – wzór cnót rycerskich, patriotyzmu, oddania ojczyźnie, zwolennik Łokietka, w służbie króla poświęcający swe zdrowie i życie.
Drugi, pozostający w jego tle bohater powieści, to postać historyczna – możnowładca Wincz Toporczyk (Wincenty z Szamotuł), ambicjonalnie urażony tym, iż król odebrał mu starostwo generalne Gorzowa w Wielkopolsce, gdzie dotąd pełnił niepodzielne rządy, w odwecie udaje się do krzyżaków oferując im swe usługi. Potem wraz z nimi, przewodząc części wielkopolskiego rycerstwa, uczestniczy w łupieżczej wyprawie na ziemie polskie. Dopiero po pewnym czasie, będąc świadkiem okrucieństw Niemców na polskiej ludności, uświadamia sobie swój błąd i zapragnie odkupić swą winę.